# Protoporfirina IX
La protoporfirina IX es un compuesto orgánico, específicamente una porfirina, que juega una función importante en organismos vivientes como precursor a otros compuestos críticos como la hemoglobina y clorofila. Es un sólido profundamente coloreado, que no es soluble en agua básica. El nombre se abrevia a menudo como PPIX.
La molécula de protoporfirina IX contiene el núcleo de porfina, un tetrapirrol macrociclo que muestra un carácter aromático marcado. La molécula es esencialmente planar, excepto por los enlaces N-H, que están doblados fuera del plano de los anillos, en direcciones (trans) opuestas.
El término general de protoporfina refiere a los derivados de la porfina que tiene reemplazados los átomos exteriores de hidrógeno en los cuatro anillos pirrol, por cuatro grupos metilo −CH3 (M), dos grupos vinilo −CH=CH2 (V), y dos grupos de ácido propiónico −CH2−CH2−COOH (P). El número romano "IX" indica que estas cadenas ocurren en el orden circular MV-MV-MP-PM alrededor del ciclo exterior.

## Ocurrencia natural
El compuesto se encuentra en la naturaleza en forma de complejos, donde los dos átomos de hidrógeno interior son reemplazados por un catión de metal divalente. Cuando se combina con un catión de hierro (II) (ferroso) Fe2+, la molécula se denomina hemo. Los hemos son los grupos prostéticos (cofactores) en algunas proteínas importantes. Estos proteínas hemo-contenedoras incluyen hemoglobina, mioglobina, y citochromo c. Los complejos también se pueden formar con otros iones de metal, como el zinc.

## Biosíntesis
El compuesto se sintetiza a partir de precursores acíclicos vía un mono-pirrol (porfobilinógeno) y luego un tetrapirrol (un porfirinógeno, específicamente uroporfirinógeno III). Este precursor se convierte a protoporfirinógeno IX, el cual se oxidiza a protoporfirina IX. El último paso está mediado por la enzima protoporfirinógena oxidasa. 
La Protoporfyrina IX es un precursor importante para grupos prostéticos esenciales biológicamente como hemo, citocromo c, y clorofilas. Como resultado, un número de organismos es capaz de sintetizar este tetrapirrol de precursores básicos como glicina y sucinlo CoA, o glutamato. A pesar de la gama amplia de organismos que sintetizan protoporfirina IX, el proceso se conserva en gran medida desde las bacterias hasta los mamíferos, con unas pocas excepciones claras en las plantas superiores.
En la biosíntesis de esas moléculas, el catión metálico se inserta en la protoporfirina IX por medio de unas enzimas llamadas quelatasas. Por ejemplo, la ferroquelatasa convierte el compuesto en heme b (es decir, Fe-protoporfirina IX o protohemo IX). En la biosíntesis de la clorofila, la enzima magnesio quelatasa la convierte en Mg-protoporfirina IX.

## Derivados de hierro sintético
La protoporfirina IX reacciona con sales de hierro en el aire, para dar el complejo FeCl(PPIX).